# شرکت نفت جمونا
شرکت نفت جمونا (انگلیسی: Jamuna Oil Company) شرکت نفت و گاز بنگلادشی است، که در سال ۱۹۶۴ تأسیس شد.